# Virgen de las Nieves (Benacazón)
'Santa María de las Nieves' es una advocación de la Virgen María venerada en el pueblo andaluz de Benacazón (Sevilla, España), del que es Patrona y Alcaldesa Honoraria Perpetua. Su fiesta es celebrada por la Iglesia católica el día 5 de agosto con una multitudinaria procesión por las calles del pueblo, si bien las fiestas en su honor se celebran desde mediados de julio y hasta mediados del mes de agosto. 
La imagen se venera en la Iglesia Parroquial de Santa María de las Nieves de Benacazón (Sevilla), y en torno a ella existe actualmente la Asociación de Fieles de Nuestra Señora de las Nieves, Patrona de Benacazón, dependiente de la parroquia. 
Es Patrona de Benacazón desde tiempo inmemorial, y Alcaldesa Honoraria Perpetua desde 1997, cuando el Excmo. Ayuntamiento de Benacazón le concedió este título y la Medalla de Oro de la Corporación Municipal. En 2007, el consistorio le concedió las Llaves de Oro de la Villa. 
El 6 de mayo de 2023, fue Coronada Canónicamente por el arzobispo de la archidiócesis de Sevilla Don Jose Angel Sainz Meneses.

## Historia
La historia de la devoción a la Virgen de las Nieves comienza en Roma, entre los años 352 y 366 - años del pontificado del papa Liberio -, cuando un matrimonio de patricios sin hijos pidió ayuda a la Virgen para saber qué hacer con su herencia. La Señora se apareció en sueños a los esposos y les indicó lo siguiente: allí donde nevara en agosto habrían de construirle una iglesia. Y cuenta la leyenda que la mañana del 5 de agosto amaneció nevado el monte Esquilino, y allí se construyó una iglesia que hoy día sigue dedicada a la Virgen de las Nieves, la Basílica de Santa María la Mayor, siendo la mayor de Roma dedicada al culto mariano. 
No se sabe cómo ni cuándo llega la devoción a la Virgen de las Nieves a Benacazón. Los historiadores siempre han dicho que la trae el Conde-duque de Olivares, Gaspar de Guzmán y Pimentel, desde Roma. No obstante, otros historiadores afirman que la devoción a la Virgen de las Nieves estaba arraigada con anterioridad al siglo XVII. En este debate, hay argumentos a favor y en contra del origen condal de la devoción. A favor encontramos el hecho de que muchos pueblos que estuvieron bajo la influencia del Conde-Duque tienen sus templos mayores dedicados a esta advocación: Olivares, Salteras, Villanueva del Ariscal, Sanlúcar la Mayor... Sin embargo, Benacazón nunca perteneció a los dominios del Conde-Duque, pues era propiedad de los Pantoja-Portocarrero y no tenía, a priori, que influenciarse de los gustos y preferencias de un señor vecino. 
Ya en 1578, según un Libro protocolo consultado en el Archivo General del Arzobispado de Sevilla (A.G.A.S.) por el eminente historiador aljarafeño D. Antonio Herrera García, en ese año ya estaba el templo parroquial bajo la advocación de Santa María la Blanca, lo que constata la devoción que los benacazoneros le profesaban. Además de todo esto, en la Iglesia Parroquial de Santa María de las Nieves se conserva uno de los testimonios más antiguos sobre la Virgen. Se trata del Libro de Bautismos del año 1661, donde con una serie de notas recogidas en los márgenes por don Agustín de Carvajal y Mendoza, párroco de Benacazón en aquel año, nos cuentan la devoción que ya sentían los benacazoneros por su Patrona a través de un hecho histórico muy curioso. 
El 2 de julio de 1661, 81 soldados franceses (de Borgoña), entraron en Benacazón de camino al frente de Portugal para colaborar con el ejército español en el enfrentamiento que mantenía desde 1640 con el país luso debido a la Guerra de Restauración portuguesa por la que el país vecino buscaba su independencia de la corona hispánica. Francia, enemigo natural de España, colaboraba con la cesión de tropas gracias al acuerdo firmado tras la guerra de los Treinta Años, conocido como Tratado de los Pirineos. Los vecinos de Benacazón, obligados a acoger en sus casas a estos soldados y hartos de sufrir las vejaciones y los ultrajes de estos, se alzaron en armas el 10 de agosto de ese mismo año, debiendo de intervenir don Pablo de Hita y Salazar, sargento mayor del partido de Aznalcázar, para evitar que el enfrentamiento (que arrojó dos muertos y cuatro heridos), llegara a mayores.  
El cura, en sus notas, se refiere varias veces a la imagen como Nuestra Señora de la Blanca, Patrona de esta villa de Benacazón, y resalta en numerosas ocasiones que la tragedia no fue a mayores gracias a la intercesión de la Virgen. Por ello, el 28 de agosto de 1661 la imagen salió de forma extraordinaria por las calles de Benacazón como agradecimiento por este hecho. Queda constancia en este acontecimiento de la devoción que los benacazoneros profesaban a la Virgen de las Nieves. El Conde-duque de Olivares fallece en 1645, y tan solo 16 años más tarde tenemos esta muestra de devoción hacia la imagen, lo que invita a pensar que dicho arraigo popular se debe a una implantación anterior a esta época. 
También del siglo XVII se conserva en la Parroquia un libro de reglas de la extinta Hermandad Sacramental en la que se menciona a la Virgen de las Nieves como su titular, y como Patrona y Emperatriz de Benacazón. Si bien actualmente la Virgen no pertenece a ninguna hermandad, sí lo hizo a lo largo de su historia, como acabamos de ver, y de hecho, la relación de la Virgen de las Nieves con la hermandad sacramental se deja ver en un cartel anunciador de las fiestas de 1902 en las que se celebraba la procesión del Santísimo Sacramento el 5 de agosto, junto a la imagen de la Virgen, así como de San José y San Antonio de Padua. 
Es en el siglo XIX cuando la devoción a la Virgen de las Nieves de Benacazón alcanza cotas insospechadas. Durante las sucesivas epidemias de peste que asolaron Sevilla en 1800, 1819 y 1833, se dice que ningún benacazonero contrajo aquel mal a pesar de haber mantenido el contacto con la capital, y este hecho se atribuyó a la acción milagrosa de la Virgen, por lo que su fama recorrió todos los pueblos del Aljarafe, e incluso llegó a la ciudad hispalense a través del barrio de Triana. Igualmente, en el camarín de la imagen en su Iglesia Parroquial, hay varios cuadros-exvotos que relatan milagros personales de la Virgen, como la curación de una niña en Villamanrique de la Condesa tras haber pedido por ella su abuela a la Patrona de Benacazón.
Es Patrona de Benacazón desde tiempo inmemorial, y Alcaldesa Honoraria Perpetua desde 1997, cuando el Excmo. Ayuntamiento de Benacazón le concedió este título y la Medalla de Oro de la Corporación Municipal. En 2007, el consistorio le concedió las Llaves de Oro de la Villa.
El 6 de mayo de 2023, fue Coronada Canónicamente por el arzobispo de la archidiócesis de Sevilla Don José Ángel Sainz Meneses.

## Descripción
La imagen de Santa María de las Nieves es de autor y fecha desconocidos, aunque su antigüedad es evidente, especialmente mirando fotos antiguas anteriores a las restauraciones sufridas en el siglo XX. 
Las primeras fotografías tomadas a la imagen nos enseñan una talla de madera muy hierática, con rasgos arcaicos, que permitirían suponer que se trata de una escultura realizada, posiblemente, a finales del siglo XVI. Sin embargo, no opina así el historiador aljarafeño D. Antonio Herrera García que, en su libro sobre la historia de Benacazón, afirma que ya en 1578 existía una imagen de Nuestra Señora de bulto en el altar mayor, pero que debió ser sustituida en el siglo XVIII por la actual. Esta cuestión no queda del todo clara, pues aunque la imagen actual es de candelero (de vestir), no son pocos los casos de imágenes mutiladas, especialmente en el siglo XVIII, para adaptarlas a las modas y los gustos de la época. Por ello, la efigie actual de la Virgen de las Nieves puede que se trate de una escultura de finales del quinientos mutilada posteriormente, o de una imagen realizada en el siglo XVIII expresamente para ser vestida y como sustituta de la anterior. 
La imagen ha ido cambiando su aspecto a lo largo de todo el siglo XX debido a varias intervenciones a las que ha sido sometida. La primera de ellas, y más importante, debió ser en la primera mitad de siglo y fue la que le otorgó su actual aspecto, especialmente en cuanto a los rasgos del rostro, que dejaron de ser hieráticos para pasar a ser castizos y andaluces. Seguidamente, en las décadas de los años 70 y 80 del pasado siglo se conocen, al menos, dos restauraciones más, una de ellas acometida por Francisco Peláez del Espino. La última, llevada a cabo entre septiembre de 2006 y marzo de 2007, fue realizada por el imaginero sevillano Luis Álvarez Duarte. 
En cuanto a la imagen del Niño de Dios que porta la Virgen en su brazo izquierdo, se trata de una talla de madera que se ha atribuido recientemente a Manuel Gutiérrez-Reyes Cano en la segunda mitad del siglo XIX por el parecido estético con otras imágenes del artista, y que ha cambiado realmente poco su aspecto con respecto a la actualidad, como se puede observar en las fotografías antiguas. Ha sido restaurado a finales de 2016, recuperando su aspecto y policromía originales.

## Ajuar y otros enseres
En cuanto al extenso ajuar de la Virgen de las Nieves, cabe destacar algunas especias de relevante valor histórico-artístico: 
- Corona y ráfaga de salida. Interesantísimas piezas de orfebrería, realizadas en plata de ley sobredoradas, y que siguen el modelo clásico de la orfebrería sevillana, pudiéndose fechar en torno a finales del siglo XVIII o principios del siglo XIX. La imagen cuenta, además, con dos coronas más: una de plata en su color para los cultos diarios, y otra de plata de ley sobredorada realizada por Orfebrería Triana entre 2016 y 2017, y que alterna con la primera para sus salidas procesionales. Igualmente, posee una ráfaga de plata en su color para los cultos diarios.
- Cetros. Posee la imagen dos cetros, utilizando ambos alternativamente para sus salidas procesionales. El primero de ellos se puede relacionar con el conjunto descrito anteriormente de corona y ráfaga de salida. El segundo fue realizado entre 2006 y 2007 por Orfebrería Triana en plata de ley sobredorada, donado por la Hermandad de la Soledad de Benacazón.
- Mantos de salida. Posee la Virgen de las Nieves dos mantos de salida que alterna cada año en sus procesiones del 5 y el 6 de agosto. El día de su onomástica procesiona con un manto azul bordado en oro que se atribuye al taller del bordador sevillano Juan Bautista Gimeno en la década de los años 20,[7] restaurado en 2010 por los sucesores de Elena Caro.[8] El 6 de agosto, conocido en el pueblo como Día del Romerito, procesiona con el popular manto grana bordado en oro, una obra atribuida a Patrocinio López a finales del siglo XIX y que forma parte del icono de la Virgen de las Nieves de Benacazón.
- Sayas. La Virgen de las Nieves posee varias sayas que alterna cada año en sus salidas procesionales. La más destacada es la bordada en oro sobre tisú de plata que se puede fechar en el siglo XVIII, pero también posee otra realizada en el mismo material, recientemente restaurada por el bordador local Felipe Manuel Fernández Soriano, así como otra del mismo bordador realizada sobre tisú de oro.

## Lugar de veneración[9]
La imagen de Santa María de las Nieves se venera actualmente en el retablo mayor de la Iglesia Parroquial que lleva su nombre, en Benacazón. Se trata de una primitiva iglesia mudéjar que fue ampliada con el paso de los años hasta llegar a su estado actual, en el que se nos presenta como un edificio de planta basilical que tiene anexa la nave de la epístola, con un tejado a dos aguas y un artesonado de madera con motivos mudéjares. 
El presbiterio es la parte más antigua y fue labrado dentro de la Torre Mocha, un torreón defensivo de época musulmana, posiblemente almohade (siglo XII) y que pasa por ser la construcción más antigua del pueblo. Debió ser utilizada para celebración de sus cultos por los repobladores cristianos, y luego incorporada al primer templo mudéjar como cabecera y capilla mayor, a lo que sigue dedicada. En su cúpula de paños se aprecian unas pechinas sobre trompas angulares, típicamente mudéjares. En el presbiterio se encuentra el retablo mayor, y en el camarín central, la imagen de la Patrona de Benacazón. Fue bendecido en 1731, y se trata de una obra compuesta de elementos de distinto origen, algunos del siglo XVII, aunque se puede considerar, en general, de estilo plateresco. En el ático se encuentra la antiquísima imagen del Cristo del Crucero, fechado por el profesor José Sánchez Herrero entre 1380  y 1390. El retablo se completa con cuatro pinturas, dos superiores de las santas Justa y Rufina, y dos en el cuerpo medio de San Pedro y San Pablo. Fue reparado en 1778 por el retablista José Barela, y ha sido recientemente restaurado por Dña. Ana Álvarez entre 2016 y 2018. 
A finales del siglo XVI o comienzos del siglo XVII se construye la capilla sepulcral de los Portocarrero, hoy conocida como Capilla del Sagrario. En un principio destinada a ser el enterramiento de D. Fernando Portocarrero (1558 - c. 1618), pasó a ser sagrario de la Parroquia, trabajando en su posterior elevación y enriquecimiento el maestro mayor de la Catedral de Sevilla, Pedro Sánchez Falconete, ya en el siglo XVII. El elegantísimo retablo que la preside fue encargado por el albacea de D. Fernando Portocarrero, Pedro de Guzmán, al escultor Juan Martínez Montañés y realizado en dos fases: 1618 y 1632. Preside su camarín actualmente la imagen de la Virgen de la Granada, una obra fechada en la segunda mitad del siglo XVI y atribuida al círculo de Roque de Balduque y restaurada en 1879 por Manuel Gutiérrez-Reyes Cano, y encontramos también dos pinturas relacionadas con el círculo de Bartolomé Esteban Murillo: un calvario y una Virgen del Rosario. Bajo la capilla se halla la bóveda sepulcral de los Portocarrero. Las pinturas murales con temas eucarísticos fueron realizadas por el maestro Antonio Pérez Ruiz, de Bollullos de la Mitación, en 1955. Se guarda aquí la custodia procesional neoclásica de la extinta Hermandad Sacramental, de madera tallada y dorada en 1846, así como la imagen del Sagrado Corazón de Jesús, de Olot. 
Entre 1755 y 1756 se lleva a cabo la gran ampliación barroca del templo, que le daría el actual aspecto, alargándose la nave central y construyéndose la nave lateral, separada por arcadas y columnas. Se labran ahora las portadas, el artístico exterior del camarín sobre la fachada este de la Torre Mocha y la torre campanario, siendo estas obras inspeccionadas por el arquitecto Tomás Zambrano. Además, el edificio fue completamente restaurado en 1903, colocándose las actuales vidrieras, zócalo cerámico y artesonado, volviéndose a restaurar íntegramente entre los años 2009 y 2010, recuperándose la decoración exterior original. 
La Parroquia fue capilla de la Santa Iglesia Catedral de Sevilla, al menos durante los siglos XVI, XVII y XVIII según consta en el archivo capitular. Por ello, en el frontispicio de la puerta principal del templo se encuentran las armas del cabildo metropolitano. La parroquia entregaba el diezmo a la fábrica de la catedral y esta sufragaba algunas de sus inversiones, como la construcción del órgano barroco, para lo que aportó la mitad de su coste. Este órgano fue construido por José Antonio Mouran y fue estrenado en 1783, siendo utilizado en la actualidad gracias a la completa restauración a la que fue sometido por D. José Roldán Banda, organista natural de Benacazón. 
En el lado del evangelio encontramos los siguientes retablos: 
- San Antonio de Padua. Retablo de la primera mitad del siglo XVIII. En el ático encontramos una pintura de la Imposición de la Casulla a San Ildefonso de Toledo, y en el cuerpo medio, las esculturas de San Antonio (en el camarín), San Juan Nepomuceno y San Bartolomé (o San Marcos), de la misma época que el propio retablo.
- Nuestra Señora del Rosario. El retablo original del siglo XVIII sufrió un incendio fortuito el 8 de septiembre de 1939, perdiéndose su parte superior y la antigua imagen de Nuestra Señora del Rosario, titular de la cofradía fundada en 1732 y reorganizada en los años 80 del pasado siglo. La imagen actual fue realizada en 1939 por Antonio Castillo Lastrucci, luciendo sobre un retablo de nueva factura, sobre la base del anterior, realizado entre 2002 y 2012.
- San Francisco de Paula. Retablo de estilo rocalla realizado en torno a 1730 con imagen titular de la misma época.
- Nuestra Señora del Rocío. Este altar es el resultado de la adaptación al espacio de un antiguo retablo vitrina del siglo XVIII y la inclusión de elementos decorativos diversos. El trabajo se realizó entre 1985 y 1986 por Ángel Pérez Lora, y cobija el simpecado de la Hermandad de Nuestra Señora del Rocío de Benacazón (fundada en 1916), obra de Fernando Marmolejo Camargo en 1956.

En el lado y la nave de la epístola encontramos los siguientes retablos: 
- San José. Retablo de la segunda mitad del siglo XVIII. A la interesante imagen de San José acompañan las preciosas esculturas de San Joaquín, Santa Ana con la Virgen Niña y los bustos de San Antonio de Padua y Santa Cecilia, figurando en el ático San Miguel Arcángel.
- Ánimas Benditas del Purgatorio. Lienzo (atribuido al pintor sevillano Domingo Martínez) y marco-retablo realizados en la transición de los siglos XVII y XVIII con escenas de las Ánimas Benditas suplicando al Hijo Resucitado y Glorificado. Perteneció a la extinta Hermandad de Ánimas, fundada en 1703[16] y desaparecida en el siglo XIX. Ante el cuadro se halla una imagen arrodillada de la Virgen María, conocida como Virgen de los Cuchillos, de finales del XVIII.

Estos retablos se pueden relacionar con la obra de José Fernando de Medinilla, retablista del convento de las Carmelitas y de la Parroquia de San Eustaquio de Sanlúcar la Mayor. Además, muchas de las imágenes fueron restauradas en la década de los 90 por el artista local D. Pedro de la Rosa Fernández.

## Milagros
Desde el siglo XVII, son muchos los milagros atribuidos a la intercesión gloriosa de Santa María de las Nieves ante su Divino Hijo. Hechos inexplicables para los benacazoneros que, rápidamente, asociaban el hecho en cuestión a la milagrosa ayuda de su venerada Patrona. Podemos conocerlos gracias a los exvotos (pinturas, figurillas) que los agraciados dejaban a las plantas de la Virgen como muestra de agradecimiento, llegando a hacerse la Parroquia de Benacazón con un gran número de ellos y que, por desgracia, en la actualidad conserva en un número mucho más reducido. Tal es el carácter taumaturgo de la imagen que en sus representaciones en grabados y pinturas antiguas, así como en fotografías devocionales del siglo XX, se la menciona en la mayoría de los casos como la milagrosa Virgen de las Nieves. Pasamos, a continuación, a mencionar aquellos de los que se tiene testimonio documental y que son, por ende, los más conocidos:  
- El milagro de agosto de 1661. Este hecho se ha explicado anteriormente en el apartado dedicado a la historia. El 10 de agosto de 1661, según el testimonio del párroco del momento D. Agustín de Carvajal y Mendoza, la Virgen de las Nieves libró a los benacazoneros de una matanza a manos de los soldados franceses que estaban alojados en el     pueblo de camino al frente en la guerra que enfrentaba a España contra Portugal. Tras una escaramuza en la que hubo dos muertos y varios heridos, los vecinos tomaron las armas y se dispusieron a luchar contra los soldados borgoñones, pero finalmente la compañía francesa, al mando del barón de Brun, fue retirada al vecino pueblo de Aznalcázar para evitar nuevos enfrentamientos. El 28 de agosto de ese mismo año, como acción de gracias, salió la Virgen de las Nieves por las calles de Benacazón <<vestida muy decentemente [...] Se hizo la procesión con toda solemnidad y devoción, dando todos gracias a Nuestra Señora por los beneficios tan grandes como nos hizo de librarlos de tanto conflicto. Hubo danza muy buena, ministriles y músicos que festejaron la fiesta[18]>>.
- El milagro del tío Rosallero. A finales del siglo XVIII vivía en Benacazón un hombre conocido como el tío Rosallero, que debido a algún tipo de enfermedad caminaba con muletas. El 5 de agosto de algún año de finales de esa centuria, al pasar la Virgen por la esquina de las actuales calles Santísimo Cristo Yacente, Perejón, San José y el Carpio, este hombre sanó y comenzó a andar sin muletas.[19] Debió de impresionar este hecho tanto a los benacazoneros que hoy en día sigue siendo parte activa de la iconografía de la Virgen, contando, además, con varias representaciones del mismo. En un grabado del siglo XIX[20] se representa la escena en la que el tío Rosallero se arrodilla agradecido ante la imagen por haber sanado, y actualmente es representado en una cartela de la peana del paso procesional de la imagen, de igual forma que aparecía representado en el antiguo paso. Por ello, este milagro pasa por ser el más representativo de todos cuantos se asocian a la Patrona de Benacazón, habiéndosele dedicado, incluso, una coplilla: <<Al salir de la calle de la Choza / junto a la calle del Piñón / la Virgen al Tío Rosallero / las muletas le quitó>>.

- Los milagros de las epidemias. Fueron varias oleadas de peste las que asolaron Sevilla y el Aljarafe durante el siglo XIX, concretamente en los años 1800, 1819 y 1833; unas epidemias quizás no tan virulentas como las ocurridas en el siglo XVII, pero igualmente reseñables por su carácter cíclico. Según tradición oral, ningún benacazonero, a pesar de haberse mantenido el contacto con la capital, enfermó de mal alguno.[21] Fueron estos los milagros que atrajeron la devoción de los pueblos circundantes e incluso de Sevilla, especialmente del barrio de Triana, que comenzaron a acudir a las plantas de la Virgen para hacerle sus peticiones y ofrecerle exvotos como agradecimiento.
- El milagro de la niña de Villamanrique. A finales del siglo XIX la devoción a la Virgen de las Nieves de Benacazón estaba ya extendida a una gran cantidad de pueblos aljarafeños. Es el caso de Villamanrique de la Condesa. En la Parroquia se conserva un exvoto en forma de cuadro fechado el 12 de febrero de 1889 en el que aparece una niña enferma en una cama, y a su lado su abuela arrodillada rezando ante la Virgen de las Nieves, que emerge de la oscuridad del cuadro en un rompimiento de gloria.[22] El pie del mismo reza de la siguiente forma: <<Estando gravemente enferma Victoria Morón, de edad de 15 meses, su desconsolada abuela Victoria Romero se encomendó a Nuestra Señora de las Nieves y sanó milagrosamente en 12 de febrero de 1889. Villamanrique>>.
- El milagro de la guerra de África. La conocida como guerra de África, guerra del Rif o guerra de Marruecos tuvo lugar en el Marruecos español y consistió en el enfrentamiento entre a las tribus rifeñas lideradas por Abd el Krim contra España y Francia, y que se extendió desde 1911 hasta 1927, comprendiendo este período el Desastre de Annual, la derrota de las tropas españolas en 1921, y el pionero desembarco de Alhucemas en 1926, con el que finalmente España ganó la contienda. Entre los soldados españoles marchaban benacazoneros, portando cada uno de ellos una estampa de la Virgen de las Nieves, y volviendo todos sanos y salvo a la finalización de la guerra. En agradecimiento, los vecinos crearon una copla[23] que adaptaron a la música de la marcha "La cruz de guerra" de Juan Costa Casals. Algunos de los versos de esta copla rezan de la siguiente forma: <<Ya vuelven los soldados, cansados de luchar / y entre ellos se distinguen los de Benacazón / porque no traen noticias funestas a su pueblo>> o <<Es la Virgen de las Nieves / nuestra Madre Salvadora / que no ha querido manchar / con su sangre tierra mora>>.

## Fiestas y cultos
Las fiestas en honor de Santa María de las Nieves se celebran en Benacazón desde tiempos inmemoriales en torno al día de su festividad, el 5 de agosto. A lo largo de los años, los cultos en honor de la Virgen han ido cambiando, adaptándose al paso del tiempo, si bien hay tres elementos que han pervivido y han resistido todos los cambios experimentados, al menos desde principios del siglo XX (se conserva un cartel anunciador de las fiestas de 1902): los actos y cultos a celebrar los días 3, 4, 5 y 6 de agosto. Estas fiestas son, con total seguridad, herederas de un modelo que se puede considerar perfectamente desarrollado ya en el siglo XIX, y que ha ido evolucionando con el paso de los años. 
En el cartel anunciador de 1902 encontramos que las fiestas comenzaron el 4 de agosto con una gran diana y repiques de campanas al amanecer, finalizando al mediodía con un concierto frente a la Parroquia. Por la tarde, hubo carreras de cintas, y a las 21:00 h. se celebró el tradicional Santo Rosario cantado por las calles del pueblo. El 5 de agosto, a las 09:00 h., tuvo lugar la función religiosa dedicada "a la Patrona y al Santísimo Corpus Christi". A las 17:00 h. salieron en procesión la Virgen de las Nieves, San José, San Antonio y el Santísimo Sacramento. Finalmente, el 6 de agosto se celebraron ocho capeas de novillos, así como bailes populares y funciones de teatro. 
De estas fiestas de las Nieves de principios del siglo XX llaman la atención varias cosas. La primera de ellas es la enorme vinculación de la devoción a la Virgen de las Nieves con el culto sacramental, dado que la función en la mañana del 5 de agosto está dedicada a la advocación mariana y también al Santísimo Sacramento, y la procesión vespertina la protagoniza, no solo la Patrona, sino también el Santísimo, acompañado de dos imágenes de santos, conformando así una especie de Corpus Christi en el que el privilegio de acompañar a Jesús Sacramentado lo ostentaba la Patrona de la villa, como ocurre también desde tiempos inmemoriales en otros pueblos cercanos, como Carrión de los Céspedes. Esta vinculación sacramental puede derivarse de la antigua (y seguramente extinta ya por estas fechas) Hermandad Sacramental, ya existente en el siglo XVII como se desprende de documentos conservados en el A.G.A.S., y en cuyo libro de reglas del mismo siglo tiene a la Virgen de las Nieves como titular, y todavía activa a mediados del siglo XIX. No es de extrañar, por tanto, que la procesión del Corpus Christi, al igual que ocurre en otros pueblos como Umbrete o Villanueva del Ariscal, tuviera lugar fuera de la solemnidad establecida por la iglesia, desconociéndose el momento en el que ambas festividades se separaron. 
La segunda de ellas es la hora de salida de la procesión, las cinco de la tarde, teniendo en cuenta la época del año en que se celebra la fiesta de la Virgen de las Nieves. Quizás tenga que ver el ascenso general de las temperaturas medias en Sevilla, especialmente a partir de la década de los 70, que harían que las temperaturas de agosto a comienzos de siglo no fueran tan extremas como lo son en la actualidad. 
Se conserva, igualmente, un cartel de las fiestas de 1922 que repite, prácticamente, el mismo esquema que 20 años antes. Sin embargo, aquí encontramos la primera diferencia, puesto que en la procesión del 5 de agosto ya no se cita que salgan, junto a la Patrona, ni San José, ni San Antonio ni el Santísimo Corpus Christi, aunque la función de la mañana sí siga estando dedicada al Cuerpo y la Sangre de Cristo. Además, al no indicarse la hora de salida, no sabemos si se mantuvo el horario de principios de siglo o éste fue modificado, retrasándose hacia el crepúsculo. No se menciona en ninguno de estos dos carteles culto alguno en honor de la Virgen de las Nieves más allá de la función en el día de su onomástica, lo cual no quiere decir que no se celebraran, aunque no podemos decir con seguridad los días que tenían lugar, su duración y su estructura. 
En 1928 se añadió un nuevo elemento a las fiestas. El 6 de agosto de ese año se celebró por primera vez el Día del Romerito, tal y como aparece en el reverso de una antigua postal. El Romerito no es más que una romería que se celebraba durante la tarde, y en la que los romeros, a pie, a caballo o en coches enjaezados a la andaluza, desfilaban delante de la Virgen de las Nieves, colocada para tal efecto en la puerta de la Parroquia o en la Cruz de Mármol (dependiendo de la época, pues esta romería ha tenido su propia evolución), para ofrecerle el romero recogido de los campos cercanos a Benacazón. 
Avanzando en el tiempo, tenemos un cartel de las fiestas de 1940, en el que observamos que la estructura de principios de siglo ha sido modificada, aunque el núcleo sigue siendo el mismo. Comenzaron las fiestas este año al amanecer del 4 de agosto con el tradicional repique de campanas y la diana. A las 20:00 h. tuvo lugar el rezo del Santo Rosario, "presidido por las Autoridades y acompañado por las Hermandades y los niños de las Escuelas". El 5 de agosto por la mañana encontramos la primera novedad con respecto a 1902 y 1922: la presencia de repiques y diana en el día de la festividad de la Virgen. Seguidamente, tuvo lugar la tradicional función religiosa, que ya en este año no se indica que esté también dedicada al Corpus Christi. De hecho, la presencia sacramental en las fiestas a comienzos de la década de los 40 ha quedado reducida al rezo de las vísperas con exposición de su Divina Majestad las tardes del 4 y 5 de agosto. Por la tarde, a las 20:00 h., tuvo lugar la procesión de la Virgen, desterrando ya la intempestiva hora de salida de las fiestas anteriores. Y, finalmente, el 6 de agosto por la tarde, tuvo lugar el Romerito, seguido de otras actividades, como carreras de sacos, cucañas, suelta de globos... 
Cuatro años más tarde, en 1944, encontramos el programa de festejos de dicho año, que vuelve a introducir novedades con respecto a los anteriores. Para empezar, menciona la celebración de un Triduo en honor de la Virgen durante los días 1, 2 y 3 de agosto. El 4 de agosto comenzó, como era tradicional, con los repiques de campanas, los lanzamientos de cohetes y la diana a cargo de una banda de música, que este año tiene la peculiaridad de ser mencionada como diana monstrua por ir acompañada de gigantes y cabezudos. Durante toda la mañana y toda la tarde tuvieron lugar actividades deportivas, hasta la celebración del Santo Rosario a la caída del sol. El 5 de agosto por la mañana se celebró la diana y la función religiosa, con la procesión de la Virgen a las 20:00 h. Este año la diana quedó extendida también a la mañana del 6 de agosto, celebrándose por la tarde la tradicional romería y una verbena popular durante la noche en la Plaza de Queipo de Llano, la actual Plaza de la Constitución. Como podemos observar, para este año han ganado peso las fiestas populares y los cultos en honor de la Virgen, en detrimento de los cultos sacramentales que han desaparecido. 
Hemos de suponer, aunque no se mencionan expresamente, que las calles se adornarían con flores, arcos de papel y romero durante la celebración de las fiestas, pues ya en los años 60 podemos observar fotografías con grandes estructuras exornando el recorrido de la Virgen. Además, tenemos testimonios gráficos de que en los años 40 también se adornaban para las fiestas en honor de la Virgen del Rosario en octubre, por lo que no sería de extrañar que para las fiestas mayores del pueblo se hiciera igualmente, o incluso con mayor profusión. 
Ya en los años 80 del siglo XX el desarrollo de las fiestas era más similar al que tiene lugar en la actualidad. Uno de los rasgos más notorios de esta época es la ampliación de días, pues en años como 1983 y 1988 se celebraron entre el 3 y el 7 de agosto, y el resto de la década entre el 3 y el 6. Sin embargo, analizando los boletines de las fiestas de esos años, ya observamos que realmente comenzaban en el mes de julio con un acto que se sigue celebrando en la actualidad: los repiques de campanas y lanzamientos de cohetes, tanto al mediodía como al atardecer, ininterrumpidamente desde el 28 de julio hasta el 4 de agosto, ocho días antes de la festividad de la Virgen de las Nieves. Algunas personas sostienen que estos repiques no son más que una reminiscencia de la celebración de unos cultos preparatorios en la semana anterior al 5 de agosto, con origen inmemorial. No obstante, en 1944 ya encontramos la celebración de un triduo en los días previos, lo que entraría en contradicción con esta teoría. 
El 3 de agosto comenzó a ser un día más de fiesta durante toda la década, dedicado a la celebración de los desfiles de gigantes y cabezudos y la Cabalgata de la Reina de las Fiestas, que era elegida en sus categorías infantil y adulta en los días previos. Además, por esta época ya se instalaba una caseta municipal en alguna plaza del pueblo, donde tenían lugar diversas actuaciones. El 4 de agosto, además de la diana por la mañana y el Santo Rosario por la noche, comenzó a celebrarse el acto de presentación y consagración de los niños bautizados en ese año a la Patrona. El 5 de agosto, como siempre, la función religiosa por la mañana y la procesión de la Virgen por la tarde. El 6 de agosto encontramos una novedad en la celebración del Romerito. La Virgen procesiona también en la tarde de este día, concretamente para ser trasladada a la barriada del Prado, teniendo lugar la ofrenda del romero en torno a la medianoche, una vez la imagen volvía a la iglesia. Testimonios orales cuentan que durante los años 60 y/o 70 la Virgen comenzó a ser trasladada a la Cruz de los Caídos (actual Plaza de la Cruz Mármol) para que se efectuase allí la ofrenda, hasta que finalmente, tras el reclamo de los vecinos del Prado, se decidió trasladarla hasta allí. 
Con posterioridad a las fiestas, concretamente del 8 al 15 de agosto, en los años 80 ya se celebraba la tradicional Octava, culminando el día de la Asunción de la Virgen a los cielos con el besamanos de la imagen. Además, durante las madrugadas de todos los días de las fiestas se quemaban los tradicionales toros de fuego, elemento indispensable en las Nieves de la actualidad. 
A principios de los 90 tuvieron lugar algunos cambios significativos en las fiestas. En torno a 1991 o 1992 comenzó a celebrarse la feria en el Parque Municipal junto con las fiestas de las Nieves, el modeló que imperó durante las dos décadas siguientes. De esta forma, el primer día de las fiestas, que varió entre el 2, el 3 y el 4, tenía lugar un pasacalles que culminaba en el Parque Municipal, donde el Ayuntamiento inauguraba la feria. Para estas fechas ya no se celebraba la cabalgata tradicional del día 3, ni se elegía a la reina de las fiestas. Además, otro cambio tuvo lugar con respecto al día del Romerito, pues dejó de celebrarse la ofrenda de romero y flores al finalizar la procesión de regreso desde la barriada del Prado. En su defecto, se rezaba el ángelus antes de iniciar la procesión, y a partir de 1994, comenzó a celebrarse una misa previa. El resto de cultos mantenía su estructura tradicional, incluyendo la octava.  
Para finales de la década, la feria estaba en todo su apogeo, y el recinto ferial en el Parque Municipal acogía un total de 46 casetas, incluyendo la municipal. Como muestra de que la balanza en cuanto a feria y fiestas se acabó decantando, en esta época, por la primera, están los días que tuvieron lugar las Nieves en 1998, del 4 al 9 de agosto. Los cultos ya no regían los días de fiesta, y en este año concreto, solo supusieron el comienzo de los mismos. Además, desde el surgimiento de la feria, el adorno de las calles, tan característico de las fiestas de las Nieves, fue desapareciendo progresivamente hasta quedar reducido a los alumbrados que instalaba el Ayuntamiento. Así, durante la década del 2000, la feria no dejó de crecer, y en 2007 llegó a su máxima expansión con 51 casetas.  
El regreso de la Virgen de las Nieves tras su restauración, llevada a cabo por Luis Álvarez Duarte, el 3 de marzo de 2007, volvió a reavivar en los benacazoneros el deseo de recuperar, como antaño, las fiestas de las Nieves, al mismo tiempo que la feria comenzaba a dar las primeras señales de colapso. En este sentido, el Ayuntamiento creó en 2008 un acto nuevo para las fiestas, el pregón en honor de Santa María de las Nieves, que en su primera edición fue pronunciado por D. Francisco Mora Melero. A él le han seguido las siguientes personas: Dña. María Bernal Ramírez (2009), D. Miguel García Franco (2010), D. Felipe Moreda Jiménez (2011), D. José Antonio Camacho Ortiz (2012), D. Manuel Jesús Pérez Luna (2013), Dña. Lola Ramos Márquez (2014), D. Manuel Sánchez Sánchez (2015), D. Juan Manuel Garrido Barberá (2016), D. José Manuel Morales Rodríguez (2017), D. Antonio Valero Santana (2018) y D. Francisco José Morillo Larios (2019).   
En 2010 la feria vivió su último año, con una reducción importante en el número de casetas (33), y esta fecha marca el comienzo de una nueva época en las fiestas de las Nieves. Se crea también este año la Ofrenda Floral a la Virgen el primer día de Octava, para evitar la sobrecarga de flores del paso durante el recorrido. 2011 fue el primer año sin feria, de manera que los vecinos de las calles, de manera espontánea, decidieron volver a engalanar las calles con arcos y flores de papel, retomando así una tradición de antaño que sigue presente en la actualidad. Como curiosidad, ese año hubo dos programas de las fiestas: uno elaborado por la Parroquia y otro por el Ayuntamiento. Al año siguiente, en 2012, se divide la Ofrenda Floral en dos: una para el Ayuntamiento y las hermandades el primer día de octava, y otra para el resto del pueblo el quinto día. En 2013, en un momento bajo de la comisión parroquial organizadora de las fiestas, se crea el Grupo Joven Colaborador de Nuestra Señora de las Nieves; un grupo de jóvenes que desde ese año comenzó a trabajar para devolver el esplendor a las fiestas y a sus días previos: verbenas, exposiciones, conciertos, pasacalles, mercados...  
En 2017 se vuelve a recuperar la feria, que actualmente cuenta con 8 casetas. Sin embargo, los vecinos de las calles han continuado adornando con arcos y flores el recorrido de la Virgen, cada año con mayor esplendor, de manera que las fiestas de las Nieves se han vuelto conocidas en toda Andalucía por este hecho y por las dos procesiones de la Virgen.